# Братское (Луганская область)
Бра́тское (укр. Братське) — посёлок, относится к Свердловскому району Луганской области Украины. Де факто — с 2014 года населённый пункт контролируется самопровозглашённой Луганской Народной Республикой.

## География
К востоку от посёлка проходит граница между Украиной и Российской Федерацией. Ближайшие населённые пункты: посёлки Бирюково на северо-северо-востоке, Хмельницкий на северо-западе, сёла Карпово-Крепенское на западе, Дарьино-Ермаковка и Астахово на юго-западе, посёлок Должанское на юге.

## Общие сведения
Занимает площадь 0,09 км². Почтовый индекс — 349206. Телефонный код — 6434. Код КОАТУУ — 4424255301.

## Население
Население по переписи 2001 года составляло 110 человек.

## Достопримечательности
В селе остатки железнодорожной станции Галута ныне разобранного трансграничного участка Бирюково — Несветай.

## Местный совет
94863, Луганская обл., Свердловский р-н, пгт. Бирюково, ул. Ленина, 81